# صلوات (مشكين شهر)
صلوات هي قرية في مقاطعة مشكين شهر، إيران. عدد سكان هذه القرية هو 970 في سنة 2006.